# Coupe d'Espagne de cyclisme sur route amateur
La Coupe d'Espagne de cyclisme sur route amateur, (en espagnol : Copa España elite/sub23) est une épreuve de cyclisme sur route créée en 1999. Elle se dispute sur une dizaine d'épreuves tout au long de la saison et met aux prises des coureurs des catégories élites (amateur), moins de 23 ans (espoirs) et moins de 19 ans (juniors). La première édition a lieu en 1997 pour les femmes et 1999 pour les hommes.
Tous les cyclistes qui ont un contrat avec une équipe espagnole peuvent marquer des points au classement de leur catégorie, à l'exception des professionnels. Un système de notation est établi en fonction de la position obtenue dans chaque course et le vainqueur est celui avec le plus grand nombre de points.
En 2019, la Fédération royale espagnole de cyclisme met en place une deuxième Coupe d'Espagne pour les hommes. Elle est réservée aux professionnels et regroupe la majeure partie des courses masculines professionnelles organisées en Espagne.

## Courses
En 2011, les épreuves au calendrier sont les suivantes
- Circuito Guadiana
- Trophée Guerrita
- Aiztondo Klasica
- Grand Prix Macario
- Memorial Valenciaga
- Mémorial Rodríguez Inguanzo
- Santikutz Klasika
- Clásica Ciudad de Torredonjimeno

## Palmarès

### Élites Hommes
| Année | Vainqueur                | Deuxième                 | Troisième                |
| ----- | ------------------------ | ------------------------ | ------------------------ |
| 1999  | José Manuel Vázquez      |                          |                          |
| 2000  | Íñigo Landaluze          |                          |                          |
| 2001  | Alejandro Valverde       | Javier Ramírez Abeja     | Santiago Segú Pombo      |
| 2002  | Francisco Gutiérrez      | Ricardo Serrano          | Diego Navamuel           |
| 2003  | Javier Ramírez Abeja     | Luis Pérez Romero        | Ion del Río              |
| 2004  | Rodrigo García           | Jaume Rovira             | Pedro Luis Marichalar    |
| 2005  | Francisco Gutiérrez      | Manuel Ortega Ocaña      | Unai Elorriaga           |
| 2006  | Francisco Gutiérrez      | Didac Ortega             | Unai Elorriaga           |
| 2007  | Francisco Torrella       | Mikel Nieve              | José Ángel Rodríguez     |
| 2008  | Antonio Olmo             | David Gutiérrez Palacios | Luis Maldonado           |
| 2009  | Jorge Martín Montenegro  | Daniel Ania              | Raúl Alarcón             |
| 2010  | Raúl Alarcón             | Víctor Cabedo            | José David Martínez      |
| 2011  | Francisco Moreno         | Jesús Ezquerra           | Eduard Prades            |
| 2012  | Eduard Prades            | Mike Terpstra            | Airán Fernández          |
| 2013  | Fernando Grijalba        | Airán Fernández          | Pablo Lechuga            |
| 2014  | Unai Intziarte           | Miguel Ángel Benito      | Antton Ibarguren         |
| 2015  | Antonio Angulo           | Egoitz Fernández         | Antonio Pedrero          |
| 2016  | Antonio Angulo           | Marcos Jurado            | Jaume Sureda             |
| 2017  | Gonzalo Serrano          | Sergio Samitier          | Juan Antonio López-Cózar |
| 2018  | Antonio Jesús Soto       | Jesús Arozamena          | Xavier Cañellas          |
| 2019  | Roger Adrià              | Alejandro Ropero         | Francisco Galván         |
| 2020  | Miguel Ángel Ballesteros | Jordi López              | Vicente Hernáiz          |
| 2021  | Pau Miquel               | Sergio Trueba            | Marc Brustenga           |
| 2022  | Francisco Muñoz          | Thomas Silva             | Andoni López de Abetxuko |
| 2023  | Thomas Silva             | Ilia Shchegolkov         | Sergio Trueba            |

### Espoirs Hommes
| Année | Vainqueur                 | Deuxième                | Troisième                |
| ----- | ------------------------- | ----------------------- | ------------------------ |
| 1999  | David Muñoz Bañón         |                         |                          |
| 2000  | Constantino Zaballa       |                         |                          |
| 2001  | Alejandro Valverde        |                         |                          |
| 2002  | Francisco Gutiérrez       |                         |                          |
| 2003  | Juan José Cobo            |                         |                          |
| 2004  | Jesús del Nero            |                         |                          |
| 2005  | Javier Moreno             |                         |                          |
| 2006  | Cecilio Gutiérrez (es)    |                         |                          |
| 2007  | José Ángel Rodríguez      |                         |                          |
| 2008  | Rafael Valls              | José Antonio Baños (de) | Marcos García            |
| 2009  | Daniel Ania               | José Carlos Lara        | Ángel Sánchez Martín     |
| 2010  | Víctor Cabedo             | Ramón Domene            | Andrés Sánchez Sánchez   |
| 2011  | Francisco Moreno          | Jesús Ezquerra          | Adrián Alvarado          |
| 2012  | Adrián López Garrido (es) | Ibai Salas              | Cristóbal Sánchez        |
| 2013  | Fernando Grijalba         | Loïc Chetout            | Ibai Salas               |
| 2014  | Miguel Ángel Benito       | Vadim Zhuravlev         | Francisco García Rus     |
| 2015  | Jaime Rosón               | José Manuel Díaz        | Vadim Zhuravlev          |
| 2016  | Jaume Sureda              | José Manuel Díaz        | Miguel Ángel Ballesteros |
| 2017  | Sergio Samitier           | Erlend Sor              | Óscar Cabedo             |
| 2018  | Jesús Arozamena           | Xavier Cañellas         | Juan Pedro López         |
| 2019  | Roger Adrià               | Alejandro Ropero        | Francisco Galván         |
| 2020  | Jordi López               | Vicente Hernáiz         | David Martín Romero      |

### Juniors Hommes
| Année | Vainqueur              | Deuxième                 | Troisième                |
| ----- | ---------------------- | ------------------------ | ------------------------ |
| 1999  | Jorge de Lózar García  | Ángel García de Castro   | Jonathan González Ríos   |
| 2000  | Luis León Sánchez      |                          |                          |
| 2001  | Luis León Sánchez      |                          |                          |
| 2002  | Javier Moreno          | Jorge Ferrer             | Diego Milán              |
| 2003  | José Joaquín Rojas     | Diego Milán              |                          |
| 2004  | Egoitz García          |                          |                          |
| 2005  | José Luis Caño         |                          |                          |
| 2006  | José Luis Caño         |                          |                          |
| 2007  | Lluís Mas              |                          |                          |
| 2008  | Pablo Lechuga          |                          |                          |
| 2009  | Fernando Grijalba      |                          |                          |
| 2010  | Francisco José Medina  | Manuel Sola              | Joaquín Torres           |
| 2011  | Joaquín Torres         | Carlos Polo              |                          |
| 2012  | Adrián Rodríguez Marín | Iván García Cortina      | Juan Antonio López-Cózar |
| 2013  | Fernando Barceló       | Diego Pablo Sevilla      | David Calmaestra         |
| 2014  | Jaume Sureda           | Miguel Ángel Ballesteros | Miguel Ángel Alcaide     |
| 2015  | Alejandro Regueiro     | Claudio Clavijo          | Vicent Roig              |
| 2016  | Pol Hernández          | Mario Carrasco           | Alejandro Ropero         |
| 2017  | Miguel López Moncho    | Pedro Rodríguez Moya     | Denis Vulcan             |
| 2018  | Carlos Rodríguez       | Alex Martín              | Pau Miquel               |
| 2019  | Raúl García Pierna     | Carlos Rodríguez         |                          |
| 2020  | Juan Marín             | Juan Ayuso               | Álex José Parres         |